# CA Central Córdoba (Santiago del Estero)
CA Central Córdoba is een Argentijnse voetbalclub uit Santiago del Estero. De club werd opgericht in 1919.